# Acontiophorum
Acontiophorum is een geslacht van zeeanemonen uit de klasse van de Anthozoa (bloemdieren).

## Soorten
- Acontiophorum bombayense of Acontiophorum bombayensis Parulekar, 1968
- Acontiophorum mortenseni Carlgren, 1938
- Acontiophorum niveum Fautin, Eppard & Mead, 1988